# Liste der Monuments historiques in Rubigny
Die Liste der Monuments historiques in Rubigny führt die Monuments historiques in der französischen Gemeinde Rubigny auf.

## Liste der Objekte
| Bezeichnung | Beschreibung                   | Standort                           | Kennzeichnung | Schutzstatus | Datum | Bild |
| ----------- | ------------------------------ | ---------------------------------- | ------------- | ------------ | ----- | ---- |
| Kruzifix    | Holz, 16. oder 17. Jahrhundert | in der Kirche Ste-Geneviève (Lage) | PM08000451    | Classé       | 1966  |      |